# Alibates Flint Quarries National Monument
Alibates Flint Quarries National Monument (Monument national des carrières de silex Alibates) est un monument national américain situé dans l'État du Texas aux États-Unis.

## Histoire
Le mot Alibates tient son origine dans le nom d'un cow-boy du nom de Ali Bates.
Depuis l'âge de glace, des Amérindiens venaient sur les falaises rougeâtres situées à proximité de la Canadian River pour y chercher du silex nécessaire à la fabrication d'armes et d'outils. Ce silex très prisé a été longtemps prélevé et les traces des carrières font aujourd'hui partie d'une zone protégée par le National Park Service. Les recherches archéologiques ont relevé des traces de village aux alentours de la carrière.
La zone devint un monument national le 21 août 1965 sous le nom Alibates Flint Quarries and Texas Panhandle Pueblo Culture National Monument avant d'être renommée le 10 novembre 1978. Elle est inscrite au Registre national des lieux historiques depuis le 15 octobre 1966.

## Description
L'Alibates Flint Quarries National Monument occupe une surface de 1,7 mile². Le site est composé de plus de 700 grottes d'excavation. Les sols sont encore aujourd'hui parsemés de nombreuses pierres naturellement colorées et taillées par l'homme. Le site se caractérise aussi par des piles gigantesques de déchets de pierre, restes d'une grande activité de taille de pierre sur les lieux.
Des pierres taillées provenant d'Alibates ont été retrouvées jusque dans le Montana au nord, dans le centre du Mexique au sud, et jusque sur les rives du Mississippi à l'est. Le silex est plus précisément une dolomite silicatée ou agathée.
Il s'agit du seul monument national de l'État du Texas et il est uniquement accessible lors de visites guidées organisées par des rangers, qui peuvent fournir des démonstrations des techniques de taille sur place. L'Alibates Flint Quarries National Monument fait partie des sites les moins visités aux États-Unis (7415 visiteurs annuels). Ce monument national fait partie intégrante de la Lake Meredith National Recreation Area.

## Galerie

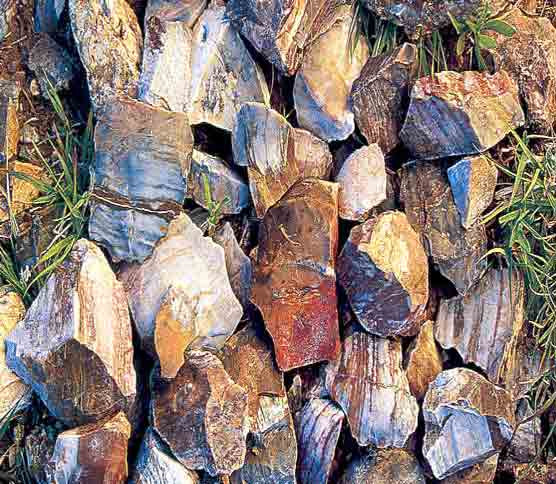
Exemple de pierres parsemées dans le parc.
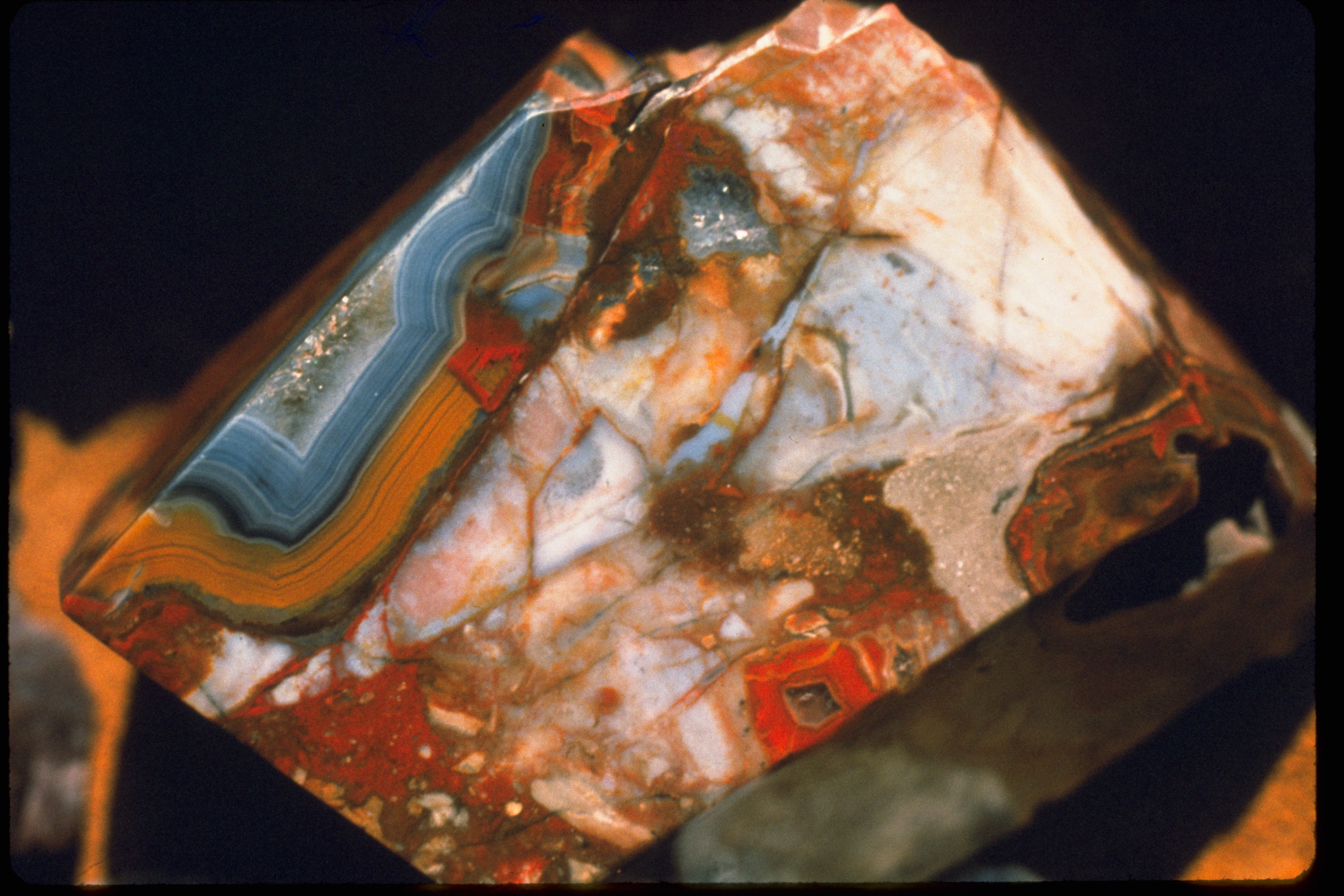
Détail de la pierre.
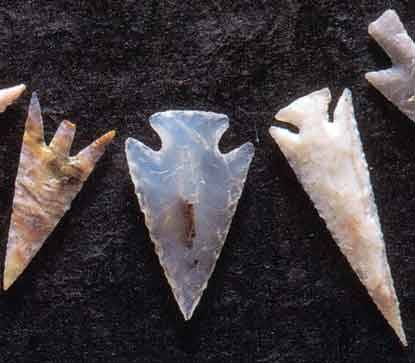
Exemples de pierres taillées d'Alibates.